# Erick Torres (football, 1975)
Pour les articles homonymes, voir Erick Torres (homonymie).
Erick Omar Torres Arias, né le 16 mai 1975 à Puerto Maldonado au Pérou, est un footballeur international péruvien qui évoluait au poste de défenseur ou milieu défensif. Il est actuellement entraîneur.

## Biographie

### Carrière en club
La carrière d'Erick Torres – surnommé El Charapa – est fortement associée au Sporting Cristal, club où il joue de 1995 à 2005, au sein duquel il a l'occasion de remporter quatre championnats du Pérou en 1995, 1996, 2002 et 2005. Par ailleurs, il dispute avec le Sporting Cristal dix éditions de la Copa Libertadores pour un total de 53 matchs joués (aucun but). Il est notamment finaliste de l'édition 1997 avec ce club.
Torres s'illustre également au sein de l'Unión Huaral (champion de 2e division péruvienne en 1994), puis au José Gálvez FBC lorsqu'il s'adjuge en 2011 à la fois le championnat de D2 et le Torneo Intermedio.

### Carrière en équipe nationale
Convoqué par Freddy Ternero, Erick Torres dispute le tournoi pré-olympique de la CONMEBOL 1996 en Argentine avec l'équipe du Pérou olympique. 
L'année suivante, il est promu en équipe A où il reçoit 11 sélections (aucun but), entre 1997 et 2006. Il joue notamment la Copa América 1997 organisée en Bolivie où le Pérou se hisse en demi-finales.

### Carrière d'entraîneur
Devenu entraîneur, Erick Torres possède une grande expérience en Copa Perú (l'équivalent de la D3 péruvienne). Il a notamment disputé la finale du tournoi en 2021 à la tête de l'Alfonso Ugarte de Puno.

## Palmarès

### Palmarès de joueur
| Unión Huaral - Championnat du Pérou D2 (1) : - Champion : 1994. |  | Sporting Cristal - Championnat du Pérou (4) : - Champion : 1995, 1996, 2002 et 2005. - Copa Libertadores : - Finaliste : 1997. |  | José Gálvez FBC - Championnat du Pérou D2 (1) : - Champion : 2011. - Torneo Intermedio (1) : - Champion : 2011. |

### Palmarès d'entraîneur
Alfonso Ugarte
- Copa Perú :
  - Finaliste : 2021.